# Raadpensionaris

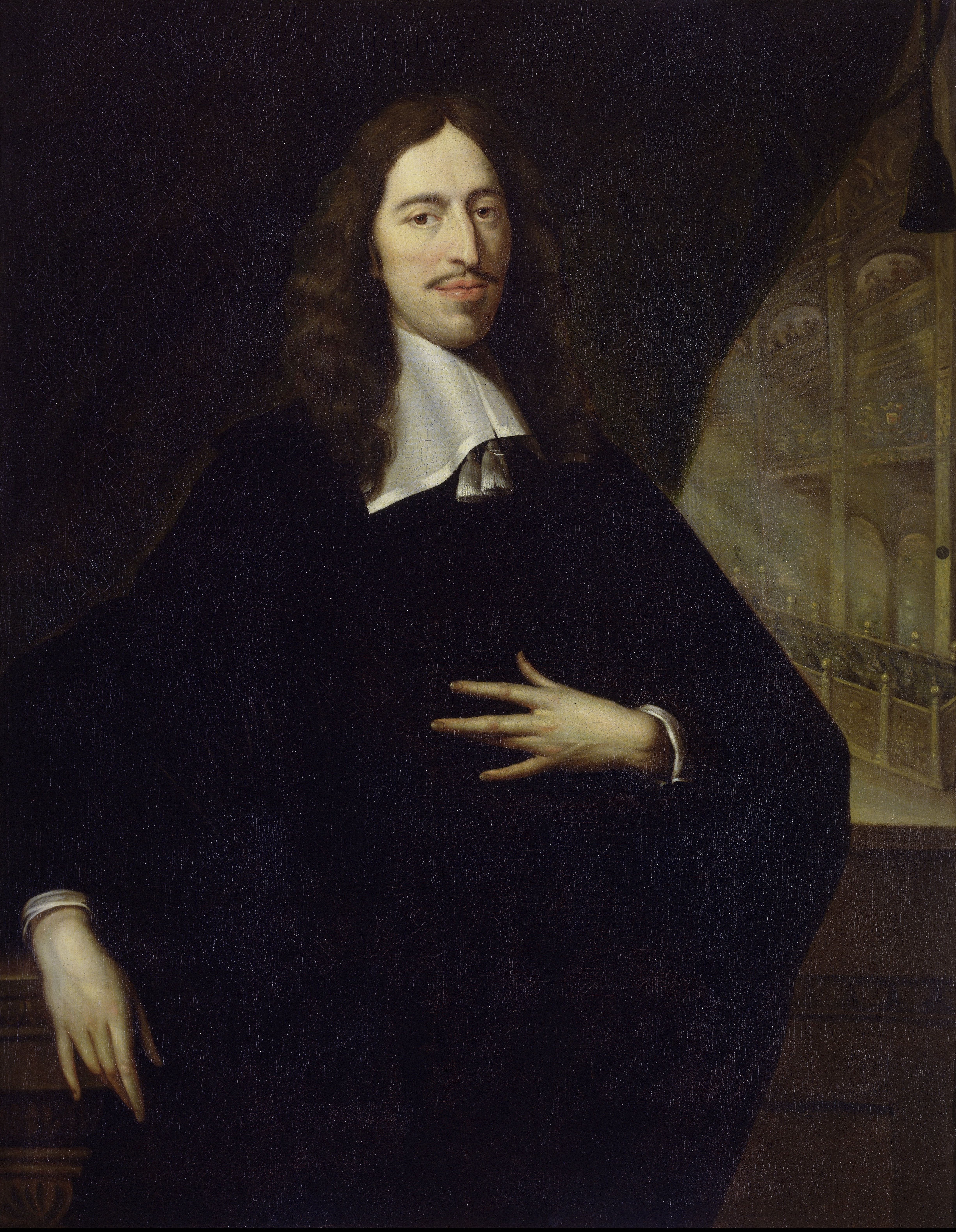
Raadpensionaris Johan de Witt

Raadpensionaris (ook geschreven als raadspensionaris) was de titel van de eerste ambtenaar en rechtskundig adviseur van de staten van zowel het gewest Holland als het gewest Zeeland.
De raadpensionaris, tot 1617 landsadvocaat genaamd,  werd voor vijf jaar aangesteld door de Ridderschap. Hij leidde de deputatie van de Staten van Holland naar de Staten-Generaal. Tevens fungeerde hij als zaakwaarnemer van de ridders tussen twee vergaderingen. Hij opende de post van de Staten, stelde de agenda samen en bereidde de vergadering voor. Dit was zo geregeld ten tijde van de Bourgondische hertogen, en bleef aanvankelijk zo na de opstand van de Nederlanden tegen de Landsheer.
Daarna ontwikkelde de functie zich snel. De landsadvocaat ging de besluiten voorbereiden en fungeerde in wezen vaak als de hoogste bestuurder van de gehele Republiek der Zeven Verenigde Nederlanden. Maar uiteindelijk werd over het wel en wee van Holland (en als afgeleide: van de Republiek) beslist door de stadsregeringen (vroedschappen), van Amsterdam tot Enkhuizen. Na de dood van Johan van Oldenbarnevelt werd de titel veranderd van Landsadvocaat in Raadpensionaris.
Dordrecht was de "eerste stad van Holland" en had daarmee het recht over het ambt van raadpensionaris te beschikken. Wanneer er geen meerderheid voor de Dordtse kandidaat was, of als Dordrecht afzag van een eigen kandidatuur, werd een ander gekozen.
De raadpensionaris is vaak afgezet tegen de stadhouder. Bekend zijn de strubbelingen tussen Johan van Oldenbarnevelt en Maurits en die tussen Johan de Witt en Willem III. Na Johan de Witt waren onder anderen Gaspar Fagel, Anthonie Heinsius, Isaäc van Hoornbeek, Simon van Slingelandt en Anthonie van der Heim raadpensionaris.
Raadpensionaris was ook de titel van Rutger Jan Schimmelpenninck, die in de jaren 1805 en 1806 staatshoofd van het Bataafs Gemenebest was. Deze functie had echter een andere inhoud; feitelijk was Schimmelpenninck president van het Bataafs Gemenebest. Overigens had hij zelf liever de titel van president gedragen, maar de Franse regering gaf de voorkeur aan het archaïsche 'raadpensionaris'. Met de ontbinding van het Bataafs Gemenebest op 25 juni 1806 verdween ook de functie van raadpensionaris.